# كامبار (دائرة إدارية)
كامبار (بالفرنسية: Arrondissement de Quimper)‏ هي دائرة إدارية فرنسية، في فرنسا، تقع في فنستير، بلغ عدد سكانها 323,020  نسمة وذلك حسب إحصائيات سنة 2015، عاصمتها كامبار، تبلغ مساحتها 2,202 كيلومتر مربع.

## التقسيمات الإدارية
- canton of Arzano  [لغات أخرى]‏
- canton of Bannalec  [لغات أخرى]‏
- Canton of Briec [الإنجليزية]‏
- Canton of Concarneau [الإنجليزية]‏
- Canton of Douarnenez [الإنجليزية]‏
- Canton of Fouesnant [الإنجليزية]‏
- canton of Plogastel-Saint-Germain  [لغات أخرى]‏
- canton of Pont-Aven  [لغات أخرى]‏
- كانتون بونت لآبي  [لغات أخرى]‏
- كانتون كامبار-1 [الإنجليزية]‏
- Canton of Quimperlé [الإنجليزية]‏
- canton of Rosporden  [لغات أخرى]‏
- canton of Scaër  [لغات أخرى]‏
- كانتون كامبار-2 [الإنجليزية]‏
- canton of Guilvinec  [لغات أخرى]‏
- canton of Quimper-3  [لغات أخرى]‏
- canton of Pont-Croix  [لغات أخرى]‏
- كامبار
- كنكارنو
- Bannalec [الإنجليزية]‏.